# Список заслуженных мастеров спорта России по радиоспорту
Список обладателей почетного спортивного звания «Заслуженный мастер спорта России» (ЗМС) по радиоспорту. Также указаны их позывные. Звание ЗМС присуждается Приказом Минспорта России (ранее — его предшественниками).

## 1990-е
1995
- Гулиев Чермен Казбекович — UA3BL[1][2]

1997
- Хачатуров Константин Хачатурович — RU3AA, UW3HV. Удостоверение № 468 от 30.12.1997, приказ № 10-А Государственного комитета РФ по физкультуре и туризму.[2][неавторитетный источник]
- Королев Лев Афанасьевич. Удостоверение № 396, приказ № 3А Государственного Комитета РФ по физической культуре и туризму от 28.02.1997 г.[3][4]

## 2000—2009
2000
- Пашнин Евгений Валерьевич — RV9CPV. Приказ № 11А от 14 апреля 2000 года.[5]
- Куликов Александр Фёдорович — RA1C.[6][неавторитетный источник]

2003
- Травин Вадим Александрович — RX4W, ранее RA9JX[7][неавторитетный источник]

2004
- Александренко Сергей Григорьевич — RA3CW, ранее UA4NBJ [источник не указан 1446 дней]
- Меланьин Андрей Владимирович — RM3F, UA3DPX[7][неавторитетный источник]

2009
- Панченко Евгений Иванович[8]

## 2010—2019
2010
- Губарев, Роман Николаевич[9]
- Шаршенов, Бактыбек Чынгышбаевич[9]

2011
- Коломнина Екатерина Сергеевна[10]
- Голубева Виктория Владимировна[11]
- Гиклова Наталья Викторовна[12]

2012
- Михайлов Алексей Павлович — RA1A[13][14]
- Аксёнов Владимир Владимирович — RW1A[15][13]
- Куриный Юрий Алексеевич — RG9A[16][13][17]

2013
- Буклан Игорь Борисович — RU3A[18]
- Гуськов Дмитрий Евгеньевич — R3DCX[18]
- Орлов Александр Леонидович - RW4WR[18]
- Мельникова Татьяна Константиновна[19]

2014
- Усов Олег Николаевич — R8CT, UA9CDV[20]

2015
- Райкова Светлана Александровна[21]

2017
- Гончаров Александр Николаевич — R3ZZ[22]

2018
- Коннов Александр Александрович — RL9A[23]
- Лосев Вячеслав Витальевич — R9CM[23]

2019
- Чернобровин Виктор Павлович — RZ8A[24]

## 2020 год и позднее
2020
- Полянский Сергей Николаевич — RA9AA[25]
- Падерин Илья Игоревич — RN9A[25]
- Родионов Богдан Ильич[26][27]

2021
- Радченко Леонид Витальевич - RA5A[28]

2023
- Гиманов Александр Николаевич - UA5C[29]
- Черная Ирина Борисовна - RU3XY[29]